# Aderus medioglaber
Aderus medioglaber é uma espécie de inseto besouro da família Aderidae. Foi descrita cientificamente por Maurice Pic em 1931.

## Distribuição geográfica
Habita no Vietname.